# Pasqual Maragall i Mira
Pasqual Maragall i Mira (ur. 13 stycznia 1941 w Barcelonie) – hiszpański i kataloński polityk, ekonomista, samorządowiec oraz nauczyciel akademicki, alkad Barcelony (1982–1997), przewodniczący Generalitat de Catalunya w latach 2003–2006.

## Życiorys
Wnuk poety Joana Maragalla i syn polityka Jordiego Maragalla. Ukończył studia prawnicze i ekonomiczne na Uniwersytecie Barcelońskim, w 1979 na tej uczelni doktoryzował się z ekonomii. Był stypendystą Programu Fulbrighta, kształcił się w Nowym Jorku, uzyskując magisterium z ekonomii w The New School for Social Research. Pracował jako urzędnik w administracji miejskiej Barcelony. Był wykładowcą na Uniwersytecie Autonomicznym w Barcelonie oraz na Uniwersytecie Johnsa Hopkinsa.
Na początku lat 60. współtworzył katalońską podziemną organizację robotniczą Front Obrer de Catalunya, działającą przeciwko reżimowi generała Francisca Franco. W połowie lat 70. w okresie przemian znalazł się w szeregach Convergència Socialista de Catalunya, po kolejnych przekształceniach podjął działalność w Partii Socjalistów Katalonii (współpracującej z hiszpańską PSOE). W 1979 został miejskim radnym, objął funkcję zastępcy alkada. Gdy w 1982 Narcís Serra odszedł z urzędu w związku z powołaniem w skład rządu, Pasqual Maragall został nowym burmistrzem Barcelony. Był zatwierdzany na tym stanowisku po wyborach 1983, 1987, 1991 i 1995, kończąc urzędowanie w 1997, kiedy to zrezygnował w trakcie kadencji. Promował Barcelonę jako miasto kandydackie do organizacji Letnich Igrzysk Olimpijskich 1992, a następnie przewodniczył komitetowi organizacyjnemu igrzysk.
W latach 1992–1997 kierował Radą Gmin i Regionów Europy, od 1996 do 1998 stał na czele Komitetu Regionów. Po odejściu z magistratu wyjechał do Rzymu, gdzie pracował jako nauczyciel akademicki. W 1999 był kandydatem socjalistów na urząd prezydenta Katalonii, na skutek wyborów na stanowisku pozostał jednak Jordi Pujol. Uzyskał wówczas mandat regionalnego deputowanego.
W 2003 ponownie ubiegał się o urząd przewodniczącego Generalitat de Catalunya. Chociaż PSC uzyskała mniej mandatów niż Konwergencja i Unia, zdołała zawrzeć porozumienie z ugrupowaniami regionalnymi (ERC i koalicją współtworzoną przez ICV). W rezultacie Pasqual Maragall objął stanowisko prezydenta Katalonii, które zajmował do 2006. Nie ubiegał się o wybór na kolejną kadencję.
Wyróżniony nagrodą „Premi Català de l'Any” za 2007. W 2008 otrzymał honorowe obywatelstwo Sarajewa.

## Życie prywatne
Jego żoną była Diana Garrigosa. W działalność polityczną zaangażował się także jego brat Ernest Maragall. W 2007 ujawnił informacją o zmaganiu się z chorobą Alzheimera. W 2008 założył Fundación Pasqual Maragall, fundację wspierającą osoby z tą chorobą.